# Tagiadini
Tagiadini este un trib care conține specii de fluturi din familia Hesperiidae. Conține 27 de genuri. Speciile din acest trib sunt întâlnite în principal în regiunile tropicale din Africa, Asia și Australia.

## Genuri
| - Abantis - Abraximorpha - Calleagris - Capila - Caprona - Chaetocneme - Chamunda - Coladenia - Ctenoptilum | - Daimio - Darpa - Eagris - Exometoeca - Gerosis - Leucochitonea - Mooreana - Netrobalane - Netrocoryne | - Odina - Odontoptilum - Pintara - Procampta - Satarupa - Semperium - Seseria - Tagiades - Tapena |